# Hnausa Beach Provincial Park
Hnausa Beach Provincial Park är en park i Kanada.   Den ligger i provinsen Manitoba, i den sydöstra delen av landet, 1 700 km väster om huvudstaden Ottawa. Hnausa Beach Provincial Park ligger 218 meter över havet.
Terrängen runt Hnausa Beach Provincial Park är mycket platt. Trakten runt Hnausa Beach Provincial Park är nära nog obefolkad, med mindre än två invånare per kvadratkilometer.. Närmaste större samhälle är Arborg, 15,7 km väster om Hnausa Beach Provincial Park.